# Rötlichgelber Kleinspanner
Der Rötlichgelbe Kleinspanner (Scopula imitaria) ist ein Schmetterling (Nachtfalter) aus der Familie der Spanner (Geometridae).

## Merkmale
Die Falter erreichen eine Flügelspannweite von 22 bis 26 Millimetern (1. Generation); die Folgegeneration ist in der Regel deutlich kleiner und erreicht nur maximal 18 Millimeter. Der Vorderrand der Vorderflügel ist vor dem Apex nach hinten gebogen, der Apex leicht gespitzt. Die Hinterflügel sind dagegen in der Mitte des Außenrandes sehr deutlich geschwänzt. Zeichnung und Färbung sind variabel. Die Flügel sind in der Grundfarbe sandfarben, gelblich oder orange bis hellbraun. Die Querlinien und Saumlinie sind fast immer deutlich, aber fein ausgeprägt. Die Mittelbinde ist deutlicher ausgebildet, etwas schräg zu innerer und äußerer Querlinie verlaufend, schwach geschwungen, sehr schwach gewellt und oft mit einem distalwärts auslaufenden Schatten versehen. Innere und äußere Querlinie sind leicht gewellt (deutlicher als die Mittelbinde).
Die Hinterflügel weisen dieselbe Zeichnung auf, allerdings fehlt oft die innere Querlinie. Die äußere Querlinie zeigt etwa in der Mitte eine gespitzte Ausbuchtung nach außen, die dem „Schwanz“ des Außenrandes folgt. Diskalflecken sind auf den Vorderflügel nur manchmal vorhanden oder schwach ausgeprägt, auf den Hinterflügeln fast immer ausgebildet. Sie sind auf den Hinterflügeln auf jeden Fall deutlicher ausgeprägt als auf den Vorderflügeln. Die Diskalflecke der Hinterflügel sitzen auf der Außenseite der Mittelbinde bzw. in deren „Schatten“ und auf dem Vorderflügel sehr deutlich wurzelwärts abgerückt vor der Mittelbinde.
Das weißliche Ei ist birnenförmig. Es wird einige Zeit nach der Eiablage rot gefleckt. Die Oberfläche ist mit zahlreichen gewundenen Längsrippen bedeckt, die ein unregelmäßiges Netzmuster bilden.
Die Raupe ist relativ lang und schlank. Sie variiert in der Farbe von rot, über gelb bis zu grau. Die Rückenlinie ist dunkler als die Grundfarbe, zeigt aber einen helleren Mittelstrich. Die Nebenrückenlinien sind kaum entwickelt. Dafür sind Rautenflecke ausgebildet sowie braune Flecken um die schwarzen Stigmen. Auch die Bauchseite weist dunkelbraune Flecken auf. Der Kopf ist verhältnismäßig klein und rundlich.
Die Puppe ist goldbraun und weist gelbe Flügelscheiden auf.

## Vorkommen und Lebensraum
Die Verbreitung der Art ist überwiegend südeuropäisch (von Portugal bis zur Balkanhalbinsel und Griechenland) sowie nordafrikanisch (von Marokko bis Libyen). Sie reicht im Osten bis Kleinasien und Syrien. Der Falter kommt aber auch in fast ganz Frankreich bis in den Süden der Britischen Inseln und Dänemark vor. In Süddeutschland wurden ebenfalls schon Einzelexemplare gefangen. In der Westukraine befindet sich ein kleines, isoliertes Vorkommen. In Deutschland gibt es aber bisher keinen gesicherten Nachweis für eine bodenständige Population.
Im Nahen Osten, in der südlichen Türkei, in Zypern, Kreta und den südöstlichen griechischen Inseln wird die Nominatunterart durch die Unterart Scopula imitaria syriaca Culot, 1918 ersetzt. Diese Form ist weniger deutlich geschwänzt mit einer etwas weniger gewellten äußeren Querlinie und einer weniger deutlich ausgeprägten Mittelbinde. Die Farbe ist leicht rötlich.
Der Rötlichgelbe Kleinspanner kommt vor allem auf warmen und trockenen Flächen im Flach- und Hügelland vor. Im Mittelmeergebiet ist er auf sandigen und steinigen Böden, in der Macchie, lockeren Eichenwäldern, Olivenplantagen und im steinigen Grasland weit verbreitet. In den Alpen steigt er bis 900 m an. Auch im Mittelmeergebiet steigt er normalerweise nicht über 1000 m, in den südlichsten Teilen Europas und in Marokko aber auch bis auf 1.400 Meter Höhe. In Westfrankreich und Südengland ist die Art auf die Küstenbereiche beschränkt.

## Phänologie und Lebensweise
Die Art fliegt je nach Region in einer bis mehreren Generationen pro Jahr. Im Norden des Verbreitungsgebietes (Britische Inseln) wird nur eine Generation ausgebildet, die von Juli bis August fliegt. Nur in sehr warmen Jahren fliegt hier auch eine unvollständige zweite Generation. In Gebieten mit normalerweise zwei Generationen fliegen die Falter von Mai bis Juli und von August bis September. Im Mittelmeerraum werden mehrere überlappende Generationen gebildet, die Falter können dort schon ab Februar erscheinen und bis Oktober fliegen.
Die Raupen sind polyphag und fressen unter anderem an Gewöhnlicher Waldrebe (Clematis vitalba), Ovalblättrigem Liguster (Ligustrum ovalifolium), Gewöhnlichem Liguster (Ligustrum vulgare), Chaenorhinum origanifolium (Braunwurzgewächse), Waldgeißblatt (Lonicera periclymenum), Besenheide (Calluna vulgaris), aber auch an Rosengewächsen wie Schlehdorn (Prunus spinosus) und Brombeeren (Rubus fruticosus) sowie einer ganzen Reihe von anderen Pflanzen.

## Systematik
Die Art wurde 1799 von Jacob Hübner unter dem Namen Geometra imitaria erstmals wissenschaftlich beschrieben. Scopula imitaria wird gegenwärtig in zwei Unterarten unterteilt: die Nominatunterart Scopula imitaria imitaria und Scopula imitaria syriacaria Culot, 1918, die in der südlichen Türkei, in Zypern und im Nahen Osten die Nominatunterart vertritt.